# Стивенсвилл (Монтана)
Стивенсвилл (англ.  Stevensville ) — город в округе  Равалли  в штате Монтана США. Население составляло 2002 человека по переписи 2020 года.
Стивенсвилл официально признан первым постоянным неиндейским поселением в штате Монтана. За сорок восемь лет до того, как Монтана стала 41-м штатом страны, Стивенсвилл был основан миссионерами-иезуитами по просьбе племени флатхедов.

## История
Долина Биттеррут является родиной народа флатхеды. Между 1812 и 1821 годами салиши узнали о «сильной медицине» христианства и миссионерах-иезуитах от ирокезских торговцев пушниной. В 1831 году четверо молодых салишей были отправлены в Сент-Луис, чтобы просить «Чёрные мантии» для племени. Четверо салишей были направлены со своей просьбой в дом и офис Уильяма Кларка (известного по экспедиции Льюиса и Кларка). В то время за управление территорией, которая была для них домом, отвечал Кларк. Из-за трудностей путешествия двое салишей умерли в доме генерала Кларка. Оставшиеся двое салишей добились встречи с епископом Сент-Луиса Джозефом Розати, который заверил их, что миссионеры будут отправлены в долину Биттеррут, как только появятся средства и миссионеры.
В 1835 и 1837 годах салиши из Биттеррута снова отправляли людей в Сент-Луис, чтобы просить миссионеров, но безуспешно. Наконец, в 1839 году группа ирокезов и салишей встретилась с отцом Пьер Жаном Де Сметом в Каунсил-Блафс. Встреча привела к тому, что отец Де Смет пообещал выполнить их просьбу о миссионере в следующем году.
В 1841 году Де Смет возглавил группу иезуитов в Биттерруте и основал Миссию Св. Марии. Она стала первым постоянным белым поселением на территории современной Монтаны. Строительство часовни началось немедленно, за ней последовали другие постоянные сооружения, включая бревенчатые хижины. Поселение стало во многом первым в Монтане: в орошении, сельском хозяйстве, скотоводстве и клеймение скота. Отец Равалли, иезуитский священник и врач, прибыл в миссию в 1845 году и построил первую аптеку.
В 1850 году майор Джон Оуэн прибыл в долину и разбил лагерь к северу от Миссии Св. Марии. Когда набеги черноногих вынудили закрыть миссию, Оуэн выкупил её у иезуитов и основал торговый пост под названием Форт-Оуэн. Позже иезуиты вернулись в этот район и построили новую церковь. И Миссия Св. Марии, и Форт-Оуэн до сих пор имеют постоянные сооружения, которые стоят в современном Стивенсвилле, что указывает на его историческое прошлое, начинающееся с 1841 года.
Название поселения было изменено с Сент-Мэрис на Стивенсвилл в 1864 году в честь губернатора территории Айзека Стивенса. В 1879 году Г. А. Келлогг заложил городское поселение. В 1891 году салиши Биттеррута, оставшиеся в долине, были вынуждены переселиться в индейскую резервацию Флатхед. В 1893 году был создан округ Равалли, и Стивенсвилл стал административным центром округа до 1898 года, когда город проиграл выборы Гамильтону. Более сорока объектов недвижимости в Стивенсвилле занесены в Национальный реестр исторических мест.

## Демография

### Перепись 2010 года
По данным переписи 2010 года в городе проживало 1809 человек, 836 домохозяйств и 455 семей. Плотность населения составляла 1845,9 жителей на квадратную милю (712,7/км²). Было 935 единиц жилья при средней плотности 954,1 единиц на квадратную милю (368,4 единиц/км²). Расовый состав города был следующим: 96,0% белых, 0,1% афроамериканцев, 1,0% коренных американцев, 0,4% азиатов, 0,6% представителей других рас и 2,0% представителей двух или более рас. Испаноязычные или латиноамериканцы любой расы составляли 3,4% населения.

### Перепись 2000 года
По данным переписи 2000 года в городе проживало 1553 человека, 652 домохозяйства и 385 семей. Плотность населения составляла 3008,3 жителей на квадратную милю (1161,5/км²). Было 711 единиц жилья при средней плотности 1377,3 единиц на квадратную милю (531,8 единиц/км²). Расовый состав города был следующим: 96,52% белых, 0,26% афроамериканцев, 1,03% коренных американцев, 0,26% азиатов, 0,32% представителей других рас и 1,61% представителей двух или более рас. Испаноязычные или латиноамериканцы любой расы составляли 2,00% населения.